# Serkalem Fasil
Serkalem Fassil est une journaliste éthiopienne emprisonnée de novembre 2005 à janvier 2007, inculpée de « génocide » et de « renversement de l’ordre constitutionnel ». Encourant la peine de mort, elle a été emprisonnée sans procès et dans des conditions difficiles à la prison de Kaliti avec son bébé malade jusqu'à sa libération,.

## Biographie
Serkalem Fasil a commencé sa carrière dans le journalisme au journal Wenchef en 1997. En 1998, elle a créé sa propre maison d'édition et fondé le journal Menelik. En 2001, Serkalem a lancé un deuxième journal, Asqual; dont elle est devenue rédactrice en chef adjointe jusqu'à son arrestation. En 2004, Serkalem a participé à la création d'un troisième journal, Satenaw, dont elle est devenue présidente du comité de rédaction en 2005.

## Les faits
Son mari, Eskinder Nega, dirigeait d'un groupe de presse, qui avaient appuyé les contestations populaires qui dénonçait des fraudes électorales massives qui auraient permis au parti du Premier ministre éthiopien Meles Zenawi de gagner les législatives de mai 2005,,. Ils ont été arrêtés tous les deux. À la suite des manifestations en juin et novembre 2005 pour protester contre la fraude électorale présumée, le gouvernement éthiopien a effectué des arrestations massives de journalistes et des membres de partis d'opposition. Plus de 80 partisans de l'opposition ont été tués par les forces de sécurité.
Ils ont été libérés en janvier 2007 avec six autres journalistes,. En avril 2007, il en reste encore quinze en prison. En juillet, le gouvernement a fait appel de son acquittement devant la Cour suprême et a porté de nouvelles accusations contre elle. Cette fois, elle a été poursuivi comme éditeur plutôt que comme un publicateur, ce qui pose une nouvelle menace importante. Avant son arrestation, Fasil a écrit et était l'éditeur de trois hebdomadaires: Asqual, Menelik et Satenaw, qui ont été fermés au moment de son arrestation. Seuls quelques journaux indépendants en Éthiopie continuent à publier, tout en pratiquant l'auto-censure afin d'éviter de fortes critiques du gouvernement.